# Martti Ahtisaari
Martti Oiva Kalevi Ahtisaari (ur. 23 czerwca 1937 w Viipuri, zm. 16 października 2023 w Helsinkach) – fiński polityk i dyplomata, zastępca sekretarza generalnego ONZ, w latach 1994–2000 prezydent Finlandii. Laureat Pokojowej Nagrody Nobla w 2008.

## Życiorys
W 1959 ukończył studia na Uniwersytecie w Oulu. W 1965 dołączył do fińskiego ministerstwa spraw zagranicznych, a w 1972 wstąpił do Fińskiej Partii Socjaldemokratycznej.
W latach 1973–1976 był ambasadorem Finlandii w Tanzanii, Zambii, Somalii i Mozambiku. Od 1977 pełnił funkcję komisarza Organizacji Narodów Zjednoczonych i następnie specjalnego przedstawiciela sekretarza generalnego ONZ ds. Namibii. Z ramienia ONZ był odpowiedzialny za przygotowanie pierwszych wolnych wyborów w Namibii. Reprezentował Finlandię w Afrykańskim Banku Rozwoju, Azjatyckim Banku Rozwoju i Międzynarodowym Funduszu Rozwoju Rolnictwa. Kierował radą dyrektorów fińskiego funduszu wsparcia industrializacji krajów rozwijających się. W latach 1987–1991 zajmował stanowisko zastępcy sekretarza generalnego ONZ. Pozostał następnie w strukturach tej organizacji na stanowisku doradcy.
Wystartował jako kandydat socjaldemokratów w wyborach prezydenckich w 1994. Zwyciężył w drugiej turze głosowania, pokonując Elisabeth Rehn wynikiem 53,9% głosów. Sześcioletnią kadencję zakończył 1 marca 2000, nie ubiegał się o reelekcję.
Po odejściu z urzędu powrócił do dyplomacji. W latach 2000–2004 był przewodniczącym Międzynarodowej Grupy Kryzysowej (ICG) w Brukseli. Wszedł w skład rady dyrektorów think tanku IDEA. Zajmował się kwestiami dotyczącymi Kosowa, w tym w 2005 powołany na specjalnego przedstawiciela sekretarza generalnego ONZ.

## Odznaczenia i wyróżnienia
Ordery i odznaczenia
- Łańcuch Krzyża Wielkiego Orderu Białej Róży Finlandii (z urzędu, 1994)
- Krzyż Wielki Orderu Krzyża Wolności (z urzędu, 1994)
- Krzyż Wielki Orderu Lwa Finlandii (z urzędu, 1994)
- Łańcuch Orderu Wyzwoliciela San Martina (Argentyna)[5]
- Order Słonia (Dania)[6]
- Łańcuch Orderu Izabeli Katolickiej (Hiszpania)[7]
- Krzyż Wielki Orderu Witolda Wielkiego (Litwa)[8]
- Order Orła Białego (Polska)[9]
- Krzyż Wielki Orderu Dobrej Nadziei (RPA)[10]
- Order Księcia Jarosława Mądrego I klasy (Ukraina)[11]

Nagrody i wyróżnienia
W 2008 został laureatem Pokojowej Nagrody Nobla, którą przyznano za działania w celu rozwiązania konfliktów międzynarodowych na kilku kontynentach (w szczególności w Namibii, Kosowie i prowincji Aceh).